# 景文王
景文王（846年—875年）；姓金名膺廉，一云凝廉，是新罗国第四十八代君主，角干金啟明之子，僖康王孫，母光和夫人朴氏。在位十五年，諡景文。太子金晸立為王。
《三國遺事》中的景文王說話，主人公為景文王。

## 后妃
- 妃寧花夫人，憲安王女
- 次妃金氏，憲安王女